# وید ویلیامز
وِید اندرو ویلیامز (به انگلیسی: Wade Andrew Williams) در سال ۱۹۶۱ در آمریکا به دنیا امد.از سال ۱۹۹۷ وارد دنیای بازیگری شد .او با بازی در سریال فرار از زندان  و در نقش برد بلیک بود به اوج شهرت خود رسید.

## فیلم‌شناسی
- ۱۹۹۹ - کی-۹۱۱
- ۲۰۰۰ - ارین براکویچ
- ۲۰۰۰ - بکر
- ۲۰۰۰ - معبر وحشت
- ۲۰۰۱ - علی
- ۲۰۰۱ - سرمایه گذاری
- ۲۰۰۱ - پرونده‌های اکس
- ۲۰۰۱ - بافی قاتل خون‌آشام‌ها
- ۲۰۰۲ - کن پارک
- ۲۰۰۲ - واق!
- ۲۰۰۲ - ۲۴
- ۲۰۰۳ - سی‌اس‌آی: میامی
- ۲۰۰۳ - وثیقه (فیلم)
- ۲۰۰۴ - لاس وگاس
- ۲۰۰۵ تا ۲۰۰۹ - فرار از زندان
- ۲۰۰۸ - مانک
- ۲۰۰۹ - آواتار: آخرین بادافزار
- ۲۰۰۹ - ذهن‌های مجرم
- ۲۰۱۰ - استخوان‌ها
- ۲۰۱۱ - د منتالیست
- ۲۰۱۱ -  دکتر خوب
- ۲۰۱۲ - دوچهره
- ۲۰۱۲ - شوالیه تاریکی برمی‌خیزد
- ۲۰۱۲ - تماس
- ۲۰۱۴ - لیست سیاه
- ۲۰۱۸ - ونوم